# GOLDEN☆BEST 山口由子
『GOLDEN☆BEST 山口由子』（ゴールデン☆ベスト やまぐちゆうこ）は、山口由子のベスト・アルバム。2006年7月5日発売。発売元はユニバーサルミュージック。規格品番：UPCY-6156。

## 解説
各レコード会社から発売されている“ゴールデン☆ベスト”シリーズの中の1枚。
選曲は山口本人によるもので、シングル曲のみならず、オリジナル・アルバム収録曲も多く含まれている。また、同じく山口本人によるライナーノーツが歌詞ブックレット内に掲載されている。

## 収録曲
特記以外作詞・作曲:山口由子
1. For you〜ふたつの願い〜
  - 編曲:Anders Hellgren・David Myhr
  - 音楽プロデューサーはThe Merrymakers。
2. Again
  - 編曲:亀田誠治
  - TBSテレビ系列・ドラマ30『アゲイン〜ラヴ・ソングをもう一度〜』主題歌。
3. カルミア
  - 編曲:武部聡志
  - アルバム『BELIEVE』（1999/5/8発売、PHCL-1020）収録曲。
4. Bikeに乗って〜Fessey Park Rd.〜
  - 編曲:Brad Jones・Robin Eaton
  - アルバム『Fessey Park Rd.』（1998/2/18発売、PHCL-5080）収録曲。
5. Walking in the rain
  - 編曲:武部聡志
  - アルバム『BELIEVE』（1999/5/8発売、PHCL-1020）収録曲。
6. Today
  - 編曲:上杉洋史
  - フジテレビ系『ウチくる!?』エンディング・テーマ。
7. Getting to My Soul and Love
  - 編曲:Brad Jones・Robin Eaton
8. 野バラ
  - アルバム『Fessey Park Rd.』（1998/2/18発売、PHCL-5080）収録曲。
9. はなび
  - 編曲:武部聡志
  - アルバム『BELIEVE』（1999/5/8発売、PHCL-1020）収録曲。
10. 真夏のサングリア
  - 編曲:亀田誠治
  - アルバム『BELIEVE』（1999/5/8発売、PHCL-1020）収録曲。
11. KITCHEN BED
  - アルバム『Garage』（1999/2/10発売、PHCL-5110）収録曲[3]。
12. 若葉の頃
  - 作詞・作曲:山口由子・Anders Hellgren・David Myhr
  - 編曲:Anders Hellgren・David Myhr
  - アルバム『Hotel Scandinavia』（2001/3/28発売、UMCK-4019）収録曲。
13. Never the end of the world
  - 作詞・作曲:山口由子・Anders Hellgren・David Myhr
  - 編曲:Anders Hellgren・David Myhr
  - アルバム『Hotel Scandinavia』（2001/3/28発売、UMCK-4019）収録曲。
14. believe
  - 作詞:山口由子・ジム・スティール 編曲:武部聡志
  - フジテレビ系列月9ドラマ『Over Time-オーバー・タイム』挿入歌[4]。
15. ふたりなら -Album Version-
  - 編曲:武部聡志
  - アルバム『BELIEVE』（1999/5/8発売、PHCL-1020）収録曲。